# Live in Atlanta
Live in Atlanta – to DVD amerykańskiego zespołu Destiny’s Child, zarejestrowane w Atlancie, Georgia na Philips Arena 15 lipca 2005 r. w ramach tournée Destiny Fulfilled… And Lovin’ It. Trasa ta była sponsorowana przez McDonald’s, była to ostatnia trasa koncertowa Destiny’s Child. Reżyserami widowiska byli Destiny’s Child, Frank Gatson Jr., Julia Knowles.

## Lista utworów
1. Intro/Overture- 2:38
2. „Say My Name” – 4:30
3. „Independent Women Part I” – 3:01
4. „No, No, No Part 2” – 1:38
5. „Bug a Boo” – 2:12
6. „Bills, Bills, Bills” – 1:32
7. „Bootylicious” – 1:05
8. „Jumpin’, Jumpin’” – 1:21
9. „Soldier” Dance Interlude- 4:31
10. „Soldier” – 5:09
11. „Dancer Break” – 1:40
12. „Dilemma” (Kelly Rowland Solo)- 4:56
13. „Do You Know” (Michelle Williams Solo)- 5:26
14. „Beyoncé Intro"- 2:07
15. „Baby Boy” (Beyoncé Solo)- 5:38
16. „Naughty Girl” (Beyoncé Solo)- 2:32
17. „Band Introduction”- 2:36
18. „Cater 2 U"- 3:11
19. „Cater 2 U Dance Sequence"- 6:54
20. „Girl"- 5:15
21. „Free"- 3:40
22. „If"- 1:29
23. „Through With Love” (featuring The Choir)- 3:41
24. „Bad Habit” (Kelly Rowland Solo)- 3:08
25. „Dancer Ballet Break"- 1:18
26. „Dangerously in Love 2” (Beyoncé Solo)- 6:47
27. „Crazy in Love” (Beyoncé Solo)- 4:12
28. „Salsa Dance Break"- 2:03
29. „Survivor"- 6:45
30. „Lose My Breath"/Credits (Independent Women)- 11:37

## Remix CD
1. „Cater 2 U” (Storch Remix Edit)
2. „Survivor” (Azza's Soul Remix Radio Edit)
3. „Bootylicious” (M&J's Jelly Remix)
4. „Stand Up For Love” (Maurice’s Nu Soul Mix)
5. „Girl” (JS Club Mix)
6. „Lose My Breath” (Paul Johnson's Club Mix)

## Bonus features
- Destiny’s Child – A Family Affair
- Fan Testimonials
- Kelly Rowland Sophomore CD Teaser
- Dreamgirls Movie & Soundtrack Trailer

## Bonus Audio
- „Flashback” (featuring Kelly Rowland)
- „Check on It” (Remix) featuring Beyoncé (Bun B & Slim Thug)
- „Let’s Stay Together” (featuring Michelle Williams)

## Bonus Music Videos(Japan only)
- „Check on It” featuring Beyoncé (Bun B & Slim Thug)
- „Stand Up For Love”
- „Girl”

## Special features
- PCM Stereo
- Dolby Digital 5.1 Surround